# Słonowiczki
Słonowiczki (kaszb. Nowé Słonojce lub Nowé Słonowice, niem. Neu Schlönwitz) – wieś w Polsce położona w województwie pomorskim, w powiecie słupskim, w gminie Kobylnica.
W latach 1975–1998 miejscowość administracyjnie należała do województwa słupskiego.

## Nazwa
Nazwa miejscowości jest tzw. chrztem nazewniczym i ma charakter pseudotopograficzny-relacyjny. Powstała przez zdrobnienie nazwy miejscowej Słonowice formantem -k-. Niemiecka nazwa Neu Schlönwitz jest przeniesiona z nazwy sąsiedniej miejscowości Schlönwitz „Słonowice” z wyróżnikiem neu „nowy”.
Rada Języka Kaszubskiego proponuje opartą na polskiej kaszubską formę nazwy Słónowiczczi.